# Distretto di Akhisar
Il distretto di Akhisar (in turco Akhisar ilçesi) è uno dei distretti della provincia di Manisa, in Turchia.